# Sabelt
Sabelt S.p.A est une société italienne fondée en 1972 par Piero et Giorgio Marsiaj, qui conçoit et fabrique de l'équipement d'origine (FEO), des sièges de véhicule en fibre de carbone s'adaptant au conducteur, des ceintures de sécurité, des équipements de sport automobile et des ceintures de sécurité pour les applications militaires, aéronautiques et aérospatiales.
Sabelt compte parmi ses principaux clients : Ferrari, McLaren, Alpine, Abarth, Alfa Romeo, Cupra, Audi, Jaguar, Maserati et Aston Martin.

## Histoire
La société Sabelt SpA a été fondée à Moncalieri, dans le piémont en 1972 par Piero et Giorgio Marsiaj pour produire des ceintures de sécurité.

### Les débuts
L'entreprise a débuté avec la fabricatiuon de ceintures de sécurité pour les automobiles de série et de compétition. Le nom "Sabelt" vient en effet de l'anglais safety belt (ceinture de sécurité). Très vite, l'entreprise se développe dans le domaine des accessoires comme les ceintures de sécurité type harnais à six points avec des boucles à dégagement rapide et invente la première boucle à torsion, introduite en 1976 à la demande de la FISA.
Salbelt SpA se lance ensuite dans le monde des compétitions dès la fin des années 1970 comme fournisseur de ceintures de sécurité pour les voitures de rallye. Très rapidement, l'entreprise développe une ceinture à trois points inspirée de celle utilisée par les pilotes d'avions de chasse, comportant une boucle à torsion avec mécanisme de libération comme les modèles utilisés pour les ceintures automobiles de compétition. Après les rallyes, Sabelt équipe aussi les monoplaces de Formule 1. L'entreprise équipe dans un premier temps l'équipe officielle Alfa Romeo au début des années 1980 puis, très vite Renault, Williams, Ligier, Arrows, Ferrari,... quasiment toutes les écuries.
Pour les voitures de série, elle équipe dès ses débuts les modèles Fiat, et ce n'était pas par hasard que son usine était implantée face à une des nombreuses usines Fiat à Moncalieri et toutes les voitures du groupe Fiat destinées aux marchés étrangers puisqu'à l'époque, en Italie, l'ajout des ceintures n'était pas obligatoire, mais une option. Le dispositif deviendra obligatoire en Italie en 1989 pour chaque personne, à l'avant comme à l'arrière, conformément aux textes européens.

### Les américains de TRW
En 1985 le géant américain TRW (7 milliards de US$ de chiffre d'affaires) rachète 80 % de la société. A cette époque, Sabelt SpA équipait 60% des voitures Fiat, Alfa Romeo, Autobianchi et Lancia. Marsiaj reste à la tête de l'entreprise et des filiales TRW en Europe. En 1989, Sabelt devient l'équipementier officiel de la fameuse Scuderia Ferrari pour les ceintures de sécurité et, durant les années 2002-2004, des combinaisons, chaussures et tous accessoires pour les pilotes et les mécaniciens.
En 1993, l'entreprise élargit sa production aux systèmes de retenue pour les enfants et à une variété d'accessoires pour les compétitions, comme les sièges en carbone, pédaliers, barres de renfort, les suspensions et les tenues techniques spéciales pour les pilotes et les mécaniciens.

### Première reprise par la famille Marsiaj
En 2000, après 15 années de cohabitation avec TRW, la famille Marsiaj reprend le contrôle de la société. Au cours des premières années 2000, l'entreprise se diversifie dans le secteur des sièges pour automobiles spécifiques et développe des produits qui ont équipé des voitures sportives de prestige comme les Ferrari F430 Scuderia et Ferrari 458 Italia, la Renault Mégane RS, les Fiat 500 Abarth et Tributo Ferrari, la Fiat Punto Abarth EVO et même les voitures de luxe McLaren. Afin de se concentrer sur son cœur de métier et pour financer les coûteux investissements, la société se sépare de sa division airbags.

### Le Groupe Brembo
En 2008, le groupe Brembo prend une participation majoritaire de 65 % dans le capital de la société dans le but de créer un pôle italien des composants.
Au cours de son histoire, l'entreprise est devenue le fournisseur officiel de nombreuses équipes et écuries de course, dont la Scuderia Ferrari, Red Bull Racing, McLaren Racing, Citroën Racing et Aston Martin (modèles engagés en European Le Mans Series.

### Second reprise par la famille Marsiaj
En 2015 la famille Marsiaj reprend à nouveau le contrôle de l'entreprise. Cette même année, la société vend son département sièges de sécurité pour enfants. L'entreprise renouvelle également sa direction en recrutant des ingénieurs au sein du groupe Fiat, consolidant son activité dans le secteur des voitures de sport et de luxe mais également dans l'aérospatiale. Des ceintures Sabelt sont montées à bord de Cygnus, le module spatial créé à Turin par Thales Alenia Space pour approvisionner la NASA station spatiale avec nourriture et équipement.